# Pedret i Marzà

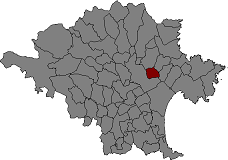
Położenie gminy na mapie comarki Alt Empordà.

Pedret i Marzà – gmina w Hiszpanii,  w Katalonii, w prowincji Girona, w comarce Alt Empordà.
Powierzchnia gminy wynosi 8,62 km². Zgodnie z danymi INE, w 2006 roku liczba ludności wynosiła 154, a gęstość zaludnienia 16,71 osoby/km². Wysokość bezwzględna gminy równa jest 22 metry. Kod pocztowy do gminy to 17493.

## Zabytki
- pozostałości po zamku w Marzà
- wieża wodna
- kościół romański św. Esteve z XII wieku
- kościół parafialny św. Izydra i św. Antoniego

## Miejscowości
W skład gminy Pedret i Marzà wchodzą dwie miejscowości. Są to: Pedret i Marzà.
| 1991 | 1996 | 2001 | 2004 | 2006 |
| ---- | ---- | ---- | ---- | ---- |
| 124  | 112  | 142  | 144  | 154  |